# Hasta la vista
Hasta la vista (letterlijk: tot ziens) is een Vlaamse film in een regie van Geoffrey Enthoven uit 2011. Het scenario is van de hand van Pierre De Clercq op basis van een verhaal van Mariano Vanhoof naar de levenservaring van de Amerikaan Asta Philpot en zijn vrienden. In 2016 verscheen een Nederlandse remake onder de titel Adios Amigos.

## Verhaal
De fysiek beperkte twintigers Lars, Philip en Jozef zijn vrienden. Ze wonen nog bij hun ouders, en worden door hen verzorgd. Jozef is bijna volledig blind (hij kan alleen met een vergrootglaasje van heel dichtbij lezen). Philip kan door een dwarslaesie niet lopen, en ook zijn handen en armen beperkt gebruiken: wel met een hand zijn rolstoel bedienen, maar niet typen, dat doet hij met een hulpmiddel met zijn mond. Lars is terminaal ziek met een hersentumor, en moet zich ook met een rolstoel verplaatsen (hij heeft een toenemende verlamming en aanvallen).
Ze willen samen een reis maken zonder hun ouders, maar met de steun en begeleiding van een ervaren verpleegkundige/buschauffeur, Theo. Ze willen naar een bordeel in Spanje voor "mensen zoals ons", en daar eindelijk voor het eerst seks met een vrouw hebben, maar ze vertellen hun ouders dat het om een wijntour gaat. De ouders hebben eerst grote bedenkingen, maar ze mogen toch vertrekken, op voorwaarde een strikte planning kunnen aantonen. Lars' conditie verslechtert echter, daarom willen zijn ouders toch niet dat hij meegaat. Zijn twee vrienden willen echter niet zonder hem vertrekken en zijn dan ook blij dat Lars toch op reis wil. Hun verpleger Theo wil niet zonder toestemming van de ouders met hen op pad gaan, maar beveelt een vervanger aan, Claude. Via e-mail huren ze deze in, al is deze vrij duur. Philip wil wel het meeste betalen, hij heeft spaargeld. Lars' jongere zus Yoni klaagt vaak dat Lars zijn ziekte als excuus gebruikt om geen huishoudelijk werk te hoeven doen waardoor zij ervoor opdraait, en Lars ergert zich eraan dat ze vaak zijn kamer binnenkomt zonder kloppen. Nu Lars gauw dood gaat wil ze geen ruzie meer maken en is ze wel aardig voor hem, ze helpt hem en liegt tegen hun ouders om hem de kans te geven stiekem te vertrekken.
Tot verbazing van de drie blijkt Claude een vrouw te zijn, en Franstalig. Lars en Philip vinden haar, mede om haar zwaarlijvigheid, niet erg aantrekkelijk, en in het begin is ze bovendien erg stug. Omdat ze beweert dat ze geen Nederlands kent denken ze dat ze over haar in grove termen kunnen praten zonder dat ze het verstaat, en vooral Philip is ook vaak lastig. Ze vinden haar vrekkig omdat ze een flinke dagtoelage rekent en niet in het restaurant eet, maar picknickt in de auto. Ze is wel capabel en toegewijd en redt Jozef wanneer die in het water valt (waarover ze achteraf laconiek zegt dat het zakelijk niet goed is als klanten onderweg overlijden), en verdedigt Lars tegen een man die boos is omdat Lars, denkend dat hij als zieke zich dat kan permitteren, zijn vrouw heeft beledigd.
Ze gooien hun mobiele telefoons weg zodat hun ouders hen niet kunnen bellen. Om te voorkomen dat de ouders ze op komen halen gaan ze niet naar het hotel in Parijs van de opgegeven planning, maar elders. Ze nemen ieder een eigen kamer en hoeven ook geen hulp van Claude, maar dat valt tegen, waarna ze toch maar op dezelfde kamer gaan slapen. Claude dringt erop aan dat ze de hulp die ze nodig hebben voortaan aanvaarden. Ze stemmen daarmee in en bieden hun excuses aan. Claude heeft tenten meegenomen en verrast de drie de volgende nacht op een overnachting in de vrije natuur, wat ze zo goed bevalt dat ze dat de daarop volgende nacht weer willen. Ze rijdt nu echter naar een hotel, want de achtergebleven ouders hebben contact opgenomen en dit geëist, zodat ze de drie daar op kunnen vangen. Claude is voorwaardelijk vrij na een veroordeling voor mishandeling van haar vreemdgaande man, en wil daarom geen moeilijkheden met de politie. Uiteindelijk staan de ouders toch toe dat ze verder reizen, vooral omdat de terminale Lars daar dringend om verzoekt.  
Een eerste bezoek aan het bordeel wordt afgebroken nadat Lars onwel wordt. Bij het tweede bezoek gaat Jozef niet mee want die is verliefd geworden op Claude, wat wederzijds blijkt te zijn. Lars en Philip genieten in het bordeel, maar kort daarna tijdens een bezoek aan het strand overlijdt Lars, zittend in zijn rolstoel aan de waterkant. Na de uitvaart gaat Jozef met Claude mee terug in het busje, terwijl Philip met de voor de uitvaart overgekomen families mee terug gaat.

## Rolverdeling
| Acteur                 | Personage                   |
| ---------------------- | --------------------------- |
| Gilles De Schryver     | Lars                        |
| Robrecht Vanden Thoren | Philip                      |
| Tom Audenaert          | Jozef                       |
| Ivan Pecnik            | Theo                        |
| Isabelle de Hertogh    | Claude                      |
| Karlijn Sileghem       | Moeder van Lars             |
| Johan Heldenbergh      | Vader van Lars              |
| Kimke Desart           | Yoni                        |
| Katelijne Verbeke      | Moeder van Philip           |
| Karel Vingerhoets      | Vader van Philip            |
| Marilou Mermans        | Moeder van Jozef            |
| Tuur De Weert          | Roger, stiefvader van Jozef |
| Xandra Van Welden      | Sommelière                  |
| Luc Verhoeven          | Wijnhandelaar               |

## Nominaties en prijzen
- De film werd geselecteerd als openingsfilm van het Filmfestival Oostende begin september 2011
- Hasta la vista werd opgenomen in de officiële selectie van het Internationaal filmfestival van Montreal. Daar kaapte de film eind augustus 2011 de hoofdprijs, de Grand Prix des Amériques weg, evenals de Prijs van het Publiek en een speciale vermelding van de Oecumenische Jury.[3]
- In oktober 2011 won de film de hoofdprijs en de jongerenprijs op het Internationaal Filmfestival van Valladolid.[4]
- De film werd opgenomen in de selectie van "Alice nella città" van het Internationaal filmfestival van Rome.
- Ook won de film de publieksprijs op het Noordelijke Film Festival in Leeuwarden en het vijftiende internationaal filmfestival van l'Alpe d'Huez[5]
- Op het 22e Cinequest Filmfestival in Californië werd Hasta la vista bekroond met de prijs voor beste komische speelfilm.[6]
- In juli 2012 won de film de publieksprijs op de 47ste editie van het internationaal filmfestival van Karlsbad.[7]
- Op de 25e editie van de Europese Filmprijzen kaapte de film de publieksprijs weg.[8]

## Remake
- Adios Amigos is een Nederlandse remake uit 2016 van Hasta la vista.
- Come as you Are is een US remake uit 2019 van Hasta la vista.